# Disseny intel·ligent
El disseny intel·ligent (DI) és un argument pseudocientífic que sosté que la vida a la Terra i l'origen de l'home són el resultat d'accions racionals empreses de forma deliberada per un o més agents intel·ligents. Els defensors afirmen que "determinades característiques de l'univers i dels éssers vius s'expliquen millor per una causa intel·ligent, no per un procés no dirigit com la selecció natural". El DI és una forma de creacionisme que no té suport empíric i no ofereix hipòtesis comprovables o sostenibles i, per tant, no és ciència.
El debat, especialment intens als Estats Units, s'ha estès a altres països per mitjà de la influència d'esglésies evangelistes i altres grups religiosos fonamentalistes. El disseny intel·ligent també s'ha convertit en una posició de força creixent en diversos països llatinoamericans. No obstant això, la posició de l'Església Catòlica, majoritària en els països hispanoparlants, és la de respectar l'autonomia de la ciència i les seves troballes, i ressitua la discussió sobre la veritat de les escriptures i la justificació de les creences en un plànol cada vegada més metafísic.
El concepte disseny intel·ligent va ser popularitzat per Phillip I. Johnson quan el va utilitzar en el seu llibre Procés a Darwin, escrit el 1991. La posició de Johnson, i la base per al moviment en suport a la creença sobre el disseny intel·ligent, és que consideren fals el naturalisme filosòfic. Els proponents del disseny intel·ligent argumenten que el model científic de l'evolució per selecció natural és especial per explicar l'origen, la complexitat i la diversitat de la vida, i que l'univers està massa ben adaptat per les criatures vivents per pensar que és així per pura casualitat. Els proposadors del disseny intel·ligent no prenen partit explícit sobre la identitat dels creadors o sobre els mitjans que van utilitzar per dissenyar-lo després crear la vida, però són protegits per la majoria dels partidaris de la lectura literal de la Bíblia.

## Arguments
Els arguments en favor de l'anomenat disseny intel·ligent fan referència sobretot a tres aspectes:

### Complexitat irreductible
El terme "complexitat irreductible" va ser introduït pel bioquímic Michael Behe al seu llibre de 1996 Darwin's Black Box, encara que ja havia descrit el concepte en les seves contribucions a l'edició revisada de 1993 d'Of Pandas and People. Behe el defineix com "un sistema únic que es compon de diverses parts d'interacció ben combinades que contribueixen a la funció bàsica, on l'eliminació de qualsevol de les parts fa que el sistema deixi de funcionar efectivament".
Behe utilitza l'analogia d'una ratonera per il·lustrar aquest concepte. Una trampa per a ratolins consta de diverses peces que interactuen (la base, el filferro que l'atrapa, la molla i el martell), totes elles han d'estar al seu lloc perquè la trampa per a ratolins funcioni. L'eliminació de qualsevol peça destrueix la funció de la ratonera. Els defensors del disseny intel·ligent afirmen que la selecció natural no podria crear sistemes irreductiblement complexos, perquè la funció seleccionable només està present quan totes les parts estan acoblades. Behe va argumentar que els mecanismes biològics irreductiblement complexos inclouen el flagel bacterià d'E. coli, la cascada de la coagulació de la sang, els cilis i el sistema immunitari adaptatiu.

### Complexitat especificada
L'any 1986, Charles B. Thaxton, químic físic i creacionista, va utilitzar el terme "complexitat especificada" de la teoria de la informació quan va afirmar que els missatges transmesos per l'ADN a la cèl·lula estaven especificats per la intel·ligència, i s'havien d'haver originat amb un agent intel·ligent. El concepte de disseny intel·ligent de "complexitat especificada" va ser desenvolupat a la dècada de 1990 pel matemàtic, filòsof i teòleg William A. Dembski. Dembski afirma que quan alguna cosa presenta una complexitat especificada (és a dir, és alhora complexa i "especificada", simultàniament), es pot inferir que va ser produïda per una causa intel·ligent (és a dir, que va ser dissenyada) en lloc de ser el resultat de processos naturals. Proporciona els exemples següents: "Una sola lletra de l'alfabet s'especifica sense ser complexa. Una frase llarga de lletres aleatòries és complexa sense especificar-se. Un sonet de Shakespeare és alhora complex i especificat." Afirma que els detalls de la vida es poden caracteritzar de manera similar, especialment els "patrons" de seqüències moleculars en molècules biològiques funcionals com l'ADN.

### Univers ajustat finament
Els defensors del disseny intel·ligent també han apel·lat ocasionalment a arguments teleològics més amplis fora de la biologia, sobretot un argument basat en l'ajustament de constants universals que fan possible la matèria i la vida i que s'argumenta que no són només atribuïbles a l'atzar. Aquests inclouen els valors de les constants físiques fonamentals, la força relativa de les forces nuclears, l'electromagnetisme i la gravetat entre partícules elementals, així com les proporcions de masses d'aquestes partícules. Guillermo González, argumenta que si algun d'aquests valors fos fins i tot lleugerament diferent, l'univers seria dràsticament diferent, cosa que impediria la formació de molts elements químics i característiques de l'Univers, com ara les galàxies. Per tant, argumenten els defensors, es necessitava un dissenyador intel·ligent de la vida per assegurar-se que les característiques necessàries estaven presents per aconseguir aquest resultat en particular.

## Crítiques al disseny intel·ligent
La gran majoria dels científics i institucions científiques rebutgen les afirmacions sobre disseny intel·ligent per la seva falta de base científica. L'Acadèmia Nacional de Ciències dels Estats Units i altres organismes científics classifiquen el disseny intel·ligent com a pseudociència. L'Acadèmia escrigué el 2008: "Ensenyar les teories creacionistes a les classes de ciència indueix confusió entre el que és científic i el que no ho és. Compromet la finalitat de l'ensenyament públic i els fins d'una educació científica de qualitat."
Tot i això, els moviments en suport al disseny intel·ligent han aconseguit suscitar una mobilització política als Estats Units amb seguidors, inclosos alguns membres de les càmeres legislatives, que advoquen per la inserció del disseny intel·ligent en els programes d'educació com a teoria alternativa a l'evolució. Es tracta dels mateixos sectors que han militat des de fa temps, amb èxit desigual, per la supressió de l'ensenyament de l'evolució biològica o per la introducció en paral·lel, amb el mateix temps, de la cosmogonia bíblica.
Al gener del 2005, en un districte escolar de Pennsilvània, als Estats Units, els estudiants de batxillerat van haver d'escoltar la lectura d'un text en el qual s'explicava l'existència de teories alternatives a l'evolució, en particular el disseny intel·ligent. A causa del caràcter polèmic de la decisió, es va permetre que els pares sol·licitessin la no presència dels seus fills durant la lectura del text. Alguns professors de biologia es van negar a llegir el text argumentant la seva falta de base científica o la seva estreta relació amb el creacionisme.
Contra el primer argument (de l'apartat anterior), hi ha dos contra-arguments principals: el primer es refereix que el fet que els paràmetres siguin compatibles amb la vida coneguda no prova que la consciència no pugui desenvolupar-se sota altres característiques en un altre univers sota paràmetres diferents, i el segon es basa en el fet que la baixa probabilitat no és prova d'intencionalitat. A qui li toca la loteria, no pot deduir només de la baixa probabilitat del fet que algú ha manipulat el sorteig per afavorir-lo. Per altra banda, la teoria del multivers, segons la qual existeixen una infinitat d'universos paral·lels que es diferencien tan sols per diferencials de qualsevol magnitud de l'univers, simplement desmunten l'argument perquè dona a entendre que aquest univers és tan probable com qualsevol altre de la infinitat que existeixen, però que només és possible fer-se preguntes sobre la raó de la vida en aquelles dimensions en què existeixen les característiques per crear-les, la qual cosa fa que la probabilitat de (vida) / (parlar de la vida) existeixi en proporció 1:1.
El moviment Disseny Intel·ligent és una campanya organitzada amb la finalitat de promoure els arguments del disseny intel·ligent cap al públic en general, especialment als Estats Units. Està impulsada pel Centre per a la Ciència i la Cultura. Si bé els arguments del moviment són seculars, el disseny intel·ligent s'associa amb el cristianisme conservador i amb el creacionisme.